# Amanda Sedgwick
Amanda Sedgwick (* 1970 in Stockholm) ist eine schwedische Jazzmusikerin (Altsaxophon, gelegentlich auch Flöte und Klarinette, Komposition).

## Leben und Wirken
Sedgwick lernte ab dem achten Lebensjahr bei einer Tante Klavier. Später sang sie auch im Chor und lernte zunächst Violine, bevor sie zum Saxophon wechselte. Sie spielte in der Schul-Bigband unter der Leitung von Nils Lindberg. Nach dem Besuch einer Volkshochschule im Süden Schwedens absolvierte sie von 1991 bis 1995 ihr Studium an der Königlichen Musikhochschule Stockholm. Während dieser Zeit bildete sie eine eigene Band mit Magnus Broo, Filip Augustsson und Jesper Kviberg, spielte aber auch in der Bigband von Bernt Rosengren und mit Rolf Ericson und Nils Sandström.
Sie veröffentlichte vier Alben unter eigenem Namen. Das erste Album, Volt, wurde 1996 mit dem Preis Jazz in Sweden als beste Newcomer-CD ausgezeichnet. Von 1999 an arbeitete sie drei Jahre in Den Haag; zu ihrem Quintett, mit dem sie auf zahlreichen Festivals auftrat, gehörte Jarmo Hoogendijk. Zurück in Schweden bildete sie eine Band mit Martin Sjöstedt, Gilbert Matthews und Daniel Tilling, die gelegentlich um den Trompeter Philip Harper verstärkt wurde (Reunion 2004) und auch in Südafrika tourte. Zwischen 2004 und 2006 war sie in Atlanta. Von 2007 bis 2010 lehrte sie an der Königlichen Musikschule, um dann für ein Jahr nach New York zu gehen. Sie ist auch an Aufnahmen von Lina Nyberg, Magi Olin, Cecelia Wennerström und Kathryn Farmer beteiligt. Mit Lis Wessberg und weiteren skandinavischen Musikerinnen ist sie Mitglied der Sisters of Jazz. 2019 leitete Sedgwick ein Quintett, dem Dwayne Clemons (Trompete), JinJoo Yoo (Piano), Paul Sikivie (Bass) und Mark Taylor (Drums) angehören.

## Diskographische Hinweise
- Delightness (mit Karin Hammar, Anders Bergcrantz, Martin Sjöstedt, René Martinez, Daniel Tilling, Moussa Fadera)
- Shadow and Act (mit Dwayne Clemons, Leo Lindberg, Kenji Rabson, Moussa Fadera)